# Варацце
Варацце (італ. Varazze, ліг. Väze) — муніципалітет в Італії, у регіоні Лігурія, провінція Савона.
Варацце розташоване на відстані близько 420 км на північний захід від Рима, 29 км на захід від Генуї, 10 км на північний схід від Савони.
Населення — 13 363 особи (2014).

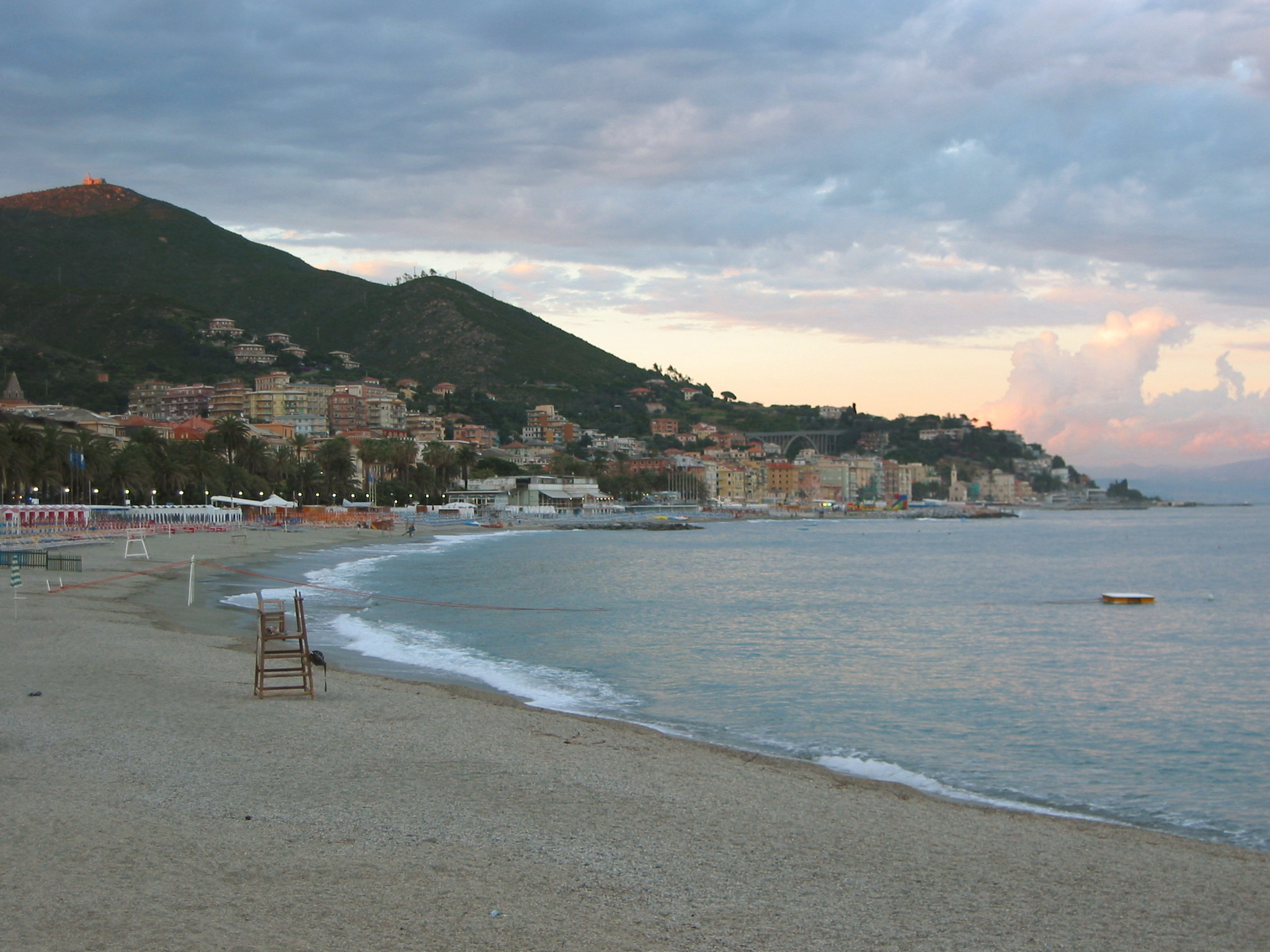

Щорічний фестиваль відбувається 30 квітня. Покровитель — Santa Caterina da Siena.

## Демографія
Населення за роками:

Станом на 1 січня 2023 року в муніципалітеті офіційно проживало 676 іноземців з 65 країн, серед них 140 громадян країн Євросоюзу та 29 громадян України.

## Сусідні муніципалітети
- Челле-Лігуре
- Коголето
- Сасселло
- Стелла